# Isabel de Torón
Isabel de Torón (nacida antes de 1166-fallecida entre 1192 y 1229) era la hija de Hunfredo III, señor de Torón y su esposa Estefanía de Milly. Isabel era la señora titular de Toron por derecho propio y princesa consorte de Armenia por matrimonio.

## Primeros años y matrimonio
Isabel era la mayor de dos hijos, tenía un hermano menor, Hunfredo. Su padre murió cuando todavía era menor de edad, y su madre se volvió a casar tres veces más. Tuvo dos medios hermanos: Raimundo, que murió joven y Alicia, que se casó con Azzo VI de Este, producto del tercer matrimonio de su madre con Reinaldo de Châtillon.
A principios de 1181, Rubén III de Armenia fue en peregrinación a Jerusalén y allí, el 4 de febrero de 1181/3 de febrero de 1182, se casó con Isabel, con la intervención de Estefanía. Alrededor de un año después del matrimonio de Isabel, su hermano se casó con Isabel, hija del rey Amalarico I de Jerusalén. Rubén e Isabel solo estuvieron casados durante unos cinco años, tiempo en el que Isabel tuvo dos hijas:
- Alicia (1182-después de 1234), se casó primero con Haitón de Sasun, después se desposaría con el conde Raimundo IV de Trípoli, y luego con Vahram de Corico.
- Felipa (1183-antes de 1219), se casó primero con Shahansha de Sasun, luego se casaría con Teodoro I Láscaris, emperador de Nicea.

En 1183, Rubén fue llevado cautivo y encarcelado por el príncipe Bohemundo III de Antioquía, durante su visita a Antioquía; fue liberado después del pago de un gran rescate al príncipe de Antioquía. Rubén abdicó en 1187 a favor de su hermano, León; Isabel dejó de ser princesa consorte y Rubén se retiró al monasterio de Drazark donde murió, dejando a su esposa y sus dos hijas pequeñas.

## Vida posterior
Isabel no se volvió a casar después de la muerte de Rubén; su cuñado León actuó al principio como «regente y tutor» de Alicia y Felipa, pero finalmente las hizo a un lado y tomó el poder. Las dos hijas de Isabel se casaron aproximadamente en la misma época en 1189. En mayo de 1193, sus esposos fueron asesinados.
En 1197, tanto Hunfredo como Estefanía habían muerto, ya que Hunfredo no había tenido descendientes de matrimonio con Isabel de Jerusalén, sus tierras pasaron a su hermana Isabel, su pariente sobreviviente más cercano. Isabel heredó los derechos de Torón y Transjordania, sin embargo, no ejerció el poder ya que esos feudos estaban bajo el dominio musulmán. Torón permaneció en posesión de los cruzados hasta 1187, cuando cayó ante las fuerzas de Saladino después de la batalla de los Cuernos de Hattin. Diez años después, en noviembre de 1197, Toron fue asediada por el contingente alemán la tercera cruzada, pero la guarnición musulmana de las tribus de El-Seid y Fawza prevaleció hasta que llegó el auxilio de Egipto. 
No hay una fecha exacta del fallecimiento de Isabel, se estima que murió entre 1192 y 1229, sin embargo, sobrevivió a su esposo; ella pudo haber sobrevivido a su hija menor que murió antes de 1219. Tras la muerte de Isabel, sus derechos sobre Toron y Transjordania fueron heredados por su hija mayor, Alicia. Torón se recuperó a través del Tratado de Jaffa en 1229 y Alicia la sucedió como señora de Torón, pasando el título a sus descendientes.